# Abrundungsfunktion und Aufrundungsfunktion
Die Abrundungsfunktion (auch Gaußklammer, Ganzzahl-Funktion, Ganzteilfunktion oder Entier-Klammer) und die Aufrundungsfunktion sind Funktionen, die jeder reellen Zahl die nächstliegende nicht größere bzw. nicht kleinere ganze Zahl zuordnen. Die Notation wurde nach Carl Friedrich Gauß benannt, der das Symbol {\displaystyle \left[x\right]} für die Abrundungsfunktion 1808 einführte. Ende des 20. Jahrhunderts verbreiteten sich auch die von Kenneth E. Iverson eingeführten Bezeichnungen {\displaystyle \operatorname {floor} (x)} und {\displaystyle \lfloor x\rfloor } (englisch floor „Boden“) für die Gaußklammer sowie {\displaystyle \operatorname {ceil} (x)} und {\displaystyle \lceil x\rceil } (englisch ceiling „Decke“) für die Aufrundungsfunktion. Im Deutschen bezieht sich das Wort Gaußklammer ohne weitere Zusätze meist auf die ursprüngliche von Gauß verwendete Notation. Für die von Iverson eingeführten Varianten werden dann zur Unterscheidung die Bezeichnungen untere Gaußklammer und obere Gaußklammer verwendet.

## Zeichensatz
Die Zeichen für die Abrundungs- und Aufrundungsfunktion sind weiterentwickelte eckige Klammern und können in den verschiedenen Umgebungen folgendermaßen kodiert werden:
|  | LEFT FLOOR    | ⌊ |  | U+230A | (HTML &#8970; | &lfloor;) |
|  | RIGHT FLOOR   | ⌋ |  | U+230B | (HTML &#8971; | &rfloor;) |
|  | LEFT CEILING  | ⌈ |  | U+2308 | (HTML &#8968; | &lceil;)  |
|  | RIGHT CEILING | ⌉ |  | U+2309 | (HTML &#8969; | &rceil;)  |

Im Textsatzsystem LaTeX können diese Zeichen im math-Modus als \lfloor, \rfloor, \lceil und \rceil oder seit 2018 auch direkt als Unicode-Zeichen angegeben werden.

## Abrundungsfunktion oder Gaußklammer

Abrundungsfunktion oder Gaußklammerfunktion

### Definition
Für eine reelle Zahl {\displaystyle x} ist {\displaystyle \lfloor x\rfloor } die größte ganze Zahl, die kleiner oder gleich {\displaystyle x} ist:
{\displaystyle \lfloor x\rfloor :=\max\{k\in \mathbb {Z} \mid k\leq x\}}

### Beispiele
- {\displaystyle \lfloor 2{,}8\rfloor =2}
- {\displaystyle \lfloor -2{,}8\rfloor =-3}
Man beachte, dass {\displaystyle \lfloor -2{,}8\rfloor } nicht etwa gleich {\displaystyle -2} ist. Die Definition verlangt ja {\displaystyle \lfloor x\rfloor \leq x}, und es ist {\displaystyle -2>-2{,}8}.
- {\displaystyle \lfloor -2{,}2\rfloor =-3}
- {\displaystyle \lfloor 2\rfloor =2}

### Eigenschaften
- Für alle {\displaystyle k\in \mathbb {Z} ,x\in \mathbb {R} } gilt
{\displaystyle k\leq \lfloor x\rfloor \Longleftrightarrow k\leq x}.
- Es gilt immer {\displaystyle \lfloor x\rfloor \leq x<\lfloor x\rfloor +1}. Dabei ist {\displaystyle \lfloor x\rfloor =x} genau dann, wenn {\displaystyle x} eine ganze Zahl ist.
- Für jede ganze Zahl {\displaystyle k} und jede reelle Zahl {\displaystyle x} gilt
{\displaystyle \lfloor x+k\rfloor =\lfloor x\rfloor +k}.
- Für alle reellen Zahlen {\displaystyle x,y} gilt
{\displaystyle \lfloor x\rfloor +\lfloor y\rfloor \leq \lfloor x+y\rfloor \leq \lfloor x\rfloor +\lfloor y\rfloor +1}.
- Für jede ganze Zahl {\displaystyle k} und jede natürliche Zahl {\displaystyle n} gilt
{\displaystyle \left\lfloor {\frac {k}{n}}\right\rfloor \geq {\frac {k-n+1}{n}}}.
- Die Abrundungsfunktion ist idempotent: Es gilt
{\displaystyle {\bigl \lfloor }\lfloor x\rfloor {\bigr \rfloor }=\lfloor x\rfloor }.
- Sind {\displaystyle m} und {\displaystyle n} teilerfremde natürliche Zahlen, dann gilt
{\displaystyle \sum _{j=1}^{n-1}\left\lfloor {\frac {jm}{n}}\right\rfloor ={\frac {(m-1)(n-1)}{2}}}.
- Die Abrundungsfunktion ist nicht stetig, aber oberhalbstetig.
- Für nichtganze reelle {\displaystyle x} konvergiert die Fourierreihe der {\displaystyle 1}-periodischen Funktion {\displaystyle \lfloor x\rfloor -x}, und es gilt
{\displaystyle \lfloor x\rfloor =x-{\frac {1}{2}}+{\frac {1}{\pi }}\sum _{k=1}^{\infty }{\frac {\sin {(2k\pi x)}}{k}}}.
- Sind {\displaystyle m\in \mathbb {Z} } und {\displaystyle n\in \mathbb {N} }, so gilt
 {\displaystyle \left\lfloor {\frac {x+m}{n}}\right\rfloor =\left\lfloor {\frac {\lfloor x\rfloor +m}{n}}\right\rfloor }.
 Daraus folgt für {\displaystyle m\neq 0} direkt
 {\displaystyle \left\lfloor {\frac {\lfloor x/m\rfloor }{n}}\right\rfloor =\left\lfloor {\frac {x}{mn}}\right\rfloor }.
 Ferner gilt auch
 {\displaystyle \left\lfloor {\frac {m}{n}}\right\rfloor =\left\lceil {\frac {m-n+1}{n}}\right\rceil }.
- Für reelle Zahlen {\displaystyle x,y\geq 0} gilt außerdem
 {\displaystyle \lfloor x\rfloor \cdot \lfloor y\rfloor \leq \lfloor x\cdot y\rfloor }.

### Programmierung
Programmiersprachen setzen dies mit Funktionen wie Int(), Floor() oder entier um.

## Aufrundungsfunktion

Aufrundungsfunktion

### Definition
Für eine reelle Zahl {\displaystyle x} ist {\displaystyle \lceil x\rceil } die kleinste ganze Zahl, die größer oder gleich {\displaystyle x} ist.
{\displaystyle \lceil x\rceil :=\min\{k\in \mathbb {Z} \mid k\geq x\}}

### Beispiele
- {\displaystyle \lceil 2{,}8\rceil =3}
- {\displaystyle \lceil 2{,}3\rceil =3}
- {\displaystyle \lceil -2{,}8\rceil =-2}
- {\displaystyle \lceil 2\rceil =2}

### Eigenschaften
- Es gilt
{\displaystyle \lceil \lceil x\rceil \rceil =\lceil x\rceil }.
- Sind {\displaystyle m\in \mathbb {Z} } und {\displaystyle n\in \mathbb {N} }, so gilt
{\displaystyle \left\lceil {\frac {x+m}{n}}\right\rceil =\left\lceil {\frac {\lceil x\rceil +m}{n}}\right\rceil }.
- Daraus folgt für {\displaystyle m\neq 0} direkt
{\displaystyle \left\lceil {\frac {\lceil x/m\rceil }{n}}\right\rceil =\left\lceil {\frac {x}{mn}}\right\rceil }.

### Programmierung
Programmiersprachen setzen dies mit Funktionen wie ceil() oder ceiling um.

## Allgemeine Eigenschaften

### Gaußklammer und Dezimalstellen
Für positive Zahlen gilt
{\displaystyle x=\lfloor x\rfloor +\operatorname {frac} (x)}.
Die Funktion {\displaystyle \operatorname {frac} (x)} liefert dabei den Nachkommaanteil mit {\displaystyle 0\leq \operatorname {frac} (x)<1}.

### Zusammenhänge zwischen Auf- und Abrundungsfunktion
- Es ist stets
 {\displaystyle \lceil x\rceil +\lfloor -x\rfloor =0}.
 Deshalb erhält man die Aufrundungsfunktion aus der Gaußklammerfunktion per
 {\displaystyle \lceil x\rceil =-\lfloor -x\rfloor }.
- Es ist stets
 {\displaystyle \left\lceil x\right\rceil \leq y\Longleftrightarrow x\leq \left\lfloor y\right\rfloor },
 {\displaystyle \left\lfloor x\right\rfloor <y\Longleftrightarrow x<\left\lceil y\right\rceil }.
- Für ganze Zahlen {\displaystyle k} gilt
 {\displaystyle \left\lfloor {\frac {k}{2}}\right\rfloor +\left\lceil {\frac {k}{2}}\right\rceil =k}.

### Kaufmännische Rundung
Die kaufmännische Rundung auf die nächstliegende ganze Zahl kann auch mit diesen Funktionen ausgedrückt werden:
- {\displaystyle \lfloor x+0{,}5\rfloor } für {\displaystyle x\geq 0},
- {\displaystyle \lceil x-0{,}5\rceil } für {\displaystyle x<0}.